# Marquesado de Samá
El Marquesado de Samá es un título nobiliario español concedido el 16 de mayo de 1872 por el rey Amadeo I a Antonio Samá y Urgellés, propietario e industrial de Villanueva y Geltrú (Barcelona), sobrino del i marqués de Marianao y caballero de la Orden de Isabel la Católica.
Antonio Samá y Urgellés, i marqués de Samá, se dedicó a los negocios que su familia poseía en España y Cuba, donde pasó unos años. También se involucró en la política local de Villanueva y Geltrú, su ciudad natal, donde era propietario de diversas fincas y participó en la creación de algunas industrias.
En 1868 pertenecía al Partido Progresista, y dio soporte a Víctor Balaguer para que representara en las Cortes al distrito de Villanueva y Geltrú durante casi todas las legislaturas entre 1869 y 1889. Por intercesión de Balaguer, el 16 de mayo de 1872, Amadeo I le concedió el marquesado de Samá.
En 1878, al constituirse la sociedad para la construcción del ferrocarril de Barcelona a Villanueva, fue vocal de la Junta.

## Marqueses de Samá
|                             | Titular                         |                             |
| Creado en 1872 por Amadeo I | Creado en 1872 por Amadeo I     | Creado en 1872 por Amadeo I |
| --------------------------- | ------------------------------- | --------------------------- |
| I                           | Antonio Samá y Urgellés         |                             |
| II                          | Juan de Samá y Torrents         |                             |
| III                         | Carlos Javier de Samá y Genicio |                             |

## Historia de los marqueses de Samá
- Antonio Samá y Urgellés (1819-1890), i marqués de Samá y caballero de la Orden de Isabel la Católica.

1. Contrajo matrimonio con Ramona Torrents e Higuero.

Le sucedió su hijo:
- Juan de Samá y Torrents, ii marqués de Samá.

Le sucedió, por rehabilitación, su nieto:
- Carlos Javier de Samá y Genicio, iii marqués de Samá.